# Los Ángeles 84 (historieta)
Los Ángeles 84 es una historieta de 1984 del autor de cómics español Francisco Ibáñez perteneciente a su serie Mortadelo y Filemón.

## Trayectoria editorial
La historieta se serializó en la segunda etapa de la revista Mortadelo nºs 186 a 191, intercalada entre Testigo de cargo (nºs 183 a 185 y 192 a 194).

## Sinopsis
Mortadelo y Filemón, son elegidos junto al profesor Bacterio para proteger a la delegación española que va a participar de las olimpiadas de Los Ángeles 1984. Al llegar a la sede de la delegación olímpica, el asistente del Presidente del Comité los confunde con dos buenos deportistas y su preparador. Cuando llegan a Los Ángeles se les obliga a participar en las diferentes disciplinas sin ganar ninguna medalla para España, para desgracia del Presidente olímpico español, y las únicas medallas ganadas para el COE (que son pocas según el presidente) las ganan en realidad el resto de los atletas.

## Comentarios
Hasta ahora, las aventuras olímpicas empezaban sin introducción, con el Súper llamando a Mortadelo y Filemón. En esta hay unas viñetas en que se ve cómo el Comité Olímpico decide acudir a los Juegos.
En cada olimpiada, la participación de Mortadelo y Filemón en las pruebas es más distante. Si en Gatolandia 76 se hacen pasar por deportistas, en Moscú 80 se dedican a sustituir a los atletas que no puedan participar. En Los Ángeles será la última en que tomen parte de las pruebas olímpicas.